# Leanne Kiernan
Pour les articles homonymes, voir Kiernan.
Leanne Kiernan, née le 27 avril 1999 à Bailieborough dans le Comté de Cavan, est une footballeuse internationale irlandaise évoluant au poste d'attaquante.

## Biographie
Leanne Kiernan nait le 27 avril 1999 à Bailieborough dans le Comté de Cavan. Ses parents sont éleveur de porcs à Killinkere. Très jeune elle fréquente l'école locale, la Bailieborough Community School au sein de laquelle elle joue dans l'équipe féminine de futsal. Elle s'inscrit dans le club de football local, le Bailieboro Celtic puis à l'âge de 12 ans dans l'équipe masculine du Kingscourt Harps. C'est là qu'elle attire l'attention de Mark Leavy un technicien de la FAI et qui lui permet d'intégrer le programme de détection des jeunes talents dans le pays.
Leanne Kiernan est une sportive accomplie. Elle pratique de nombreux sports comme le cross-country. Elle gagne à quatre reprises le championnat d'Ulster de sa catégorie d'âge puis termine à la quatrième place du championnat d'Irlande des moins de 13 ans en 2011. Elle joue aussi au football gaélique où est elle est régulièrement sélectionnée dans l'équipe de Cavan des moins de 16 ans.

### En club

#### Shelbourne Ladies
Leanne Kiernan rejoint Shelbourne à l'âge de 15 ans. Le 1er mai 2016 elle marque le but de la victoire de Shelbourne en finale de la Coupe de la Ligue. En novembre de la même année elle inscrit un hat-trick en finale de la Coupe d'Irlande. Ces performances liées à son très jeune âge font qu'elle est élue meilleure jeune joueuse du championnat et titulaire dans l'équipe de l'année.
Le 22 août 2017 Kiernan fait ses grands débuts en Ligue des champions lors d'une rencontre de qualifications contre les polonaises de Medyk Konin.

#### West Ham United
Le 18 juillet 2018 Leanne Kiernan s'engage avec le club londonien du West Ham United Women Football Club qui vient juste d'accéder à la première division anglaise. Un mois plus tard elle fait ses débuts sous ses nouvelles couleurs à l'occasion d'un match de coupe de la Ligue contre Arsenal. Elle marque son premier but quelques jours après contre le Lewes Football Club Women. Elle reste au club trois saisons avant d'être libérée après que le club ne lui propose pas de prolongation.

#### Liverpool FC
Le 21 juin 2021 Leanne Kiernan s'engage avec le Liverpool Football Club Women qui évolue en deuxième division anglaise avec l'ambition d'une remontée rapide dans l'élite anglaise. Elle marque quatre buts lors de ses trois premiers matchs.

## Palmarès

### En club
Avec Shelbourne Ladies
- Championnat d'Irlande
  - Vainqueur en 2016
- Coupe de la Ligue
  - Vainqueur en 2016
- Coupe d'Irlande
  - Vainqueur en 2016

### Trophées individuels
Leanne Kiernan a été élue meilleure jeune joueuse du championnat d'Irlande pour la saison 2016 et élue dans l'équipe de l'année de la même compétition cette année là.